# Miscanthus
Miscanthus Andersson é um género botânico pertencente à família Poaceae.

## Sinônimos
- Diandranthus Liou (SUI)
- Miscanthidium Stapf